# Le piccole virtù

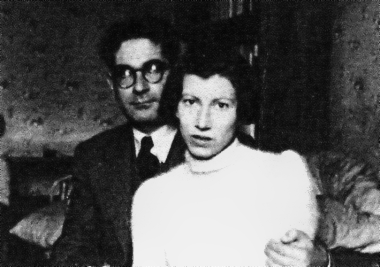
Natalia e Leone Ginzburg

Le piccole virtù è una raccolta di racconti di Natalia Ginzburg, pubblicata per la prima volta dall'editore Einaudi nel 1962. Prende il titolo da uno dei racconti in essa contenuti.

## Genesi dell'opera
Gli undici racconti che compongono l'opera, in forma di memorie o riflessioni, sono stati scritti fra l'autunno 1944 e la primavera 1960, e stampati quasi tutti in precedenza su riviste italiane. Si tratta pertanto di scritti d’occasione, composti in un lungo periodo di tempo, i quali costituiscono riflessioni sugli affetti, sulla società, sui «rapporti umani» in generale.

## Racconti
Parte prima
- Inverno in Abruzzo, scritto a Roma nell'autunno 1944, pubblicato su Aretusa.
Ricordi del periodo trascorso dall'autrice in compagnia dei bambini e del marito Leone Ginzburg, condannato al confino in Abruzzo. Conclude l'autrice: «Allora io avevo fede in un avvenire facile e lieto, ricco di desideri appagati, di esperienze e di comuni imprese. Ma era quello il tempo migliore della mia vita e solo adesso che m'è sfuggito per sempre, solo adesso lo so»[3].
- Le scarpe rotte, scritto a Roma nell'autunno 1945, pubblicato sul Politecnico.

L'autrice, nata in «una famiglia dove tutti hanno scarpe solide e sane», durante l'occupazione tedesca di Roma vive un difficile periodo di povertà e solitudine: «non avevo che un solo paio di scarpe [...] le sentivo sfasciarsi lentamente, farsi molli ed informi, e sentivo il freddo del selciato sotto le piante dei piedi». I suoi valori sono però cambiati: «anche ora ho sempre le scarpe rotte, perché mi ricordo di quelle e [...] perché le scarpe non mi appaiono più come qualcosa di molto essenziale».
- Ritratto d'un amico, scritto a Roma nel 1957, pubblicato sul Radiocorriere.
Ritratto di Cesare Pavese, amico dell'autrice. «Scelse, per morire, un giorno qualunque di quel torrido agosto; e scelse la stanza d'un albergo nei pressi della stazione: volendo morire, nella città che gli apparteneva, come un forestiero».[5].
- Elogio e compianto dell'Inghilterra, scritto a Londra nella primavera del 1961, pubblicato sul Mondo

Reportage dall'Inghilterra laburista dell'autrice trasferitasi a Londra col secondo marito, l'anglista Gabriele Baldini, direttore dell'Istituto Italiano di Cultura. «L'Inghilterra è un paese altamente civile. Vi si vedono risolti con grande saggezza i problemi più essenziali del vivere, quali l'infermità, la vecchiaia, la disoccupazione, le tasse. [...] È un paese che si è dimostrato sempre pronto ad accogliere gli stranieri». Al contrario, «l'Italia è un paese pronto a piegarsi ai peggiori governi. È un paese dove tutto funziona male, come si sa. È un paese dove regna il disordine, il cinismo, l'incompetenza, la confusione. E tuttavia, per le strade, si sente circolare l'intelligenza, come un vivido sangue. È un'intelligenza che, evidentemente, non serve a nulla. Essa non è spesa a beneficio di alcuna istituzione che possa migliorare di un poco la condizione umana. Tuttavia scalda il cuore e lo consola, se pure si tratta d'un ingannevole, e forse insensato, conforto».
- La Maison Volpé, scritto a Londra nella primavera del 1960, pubblicato sul Mondo.

Altro reportage dall'Inghilterra degli anni cinquanta, a proposito del «cibo, e cioè di una cosa che qui è triste».
- Lui e io, scritto a Roma nell'estate del 1962.

L'unico racconto inedito della raccolta è il racconto dell'incontro e della vita coniugale fra Natalia Ginzburg e il secondo marito Gabriele Baldini.
Parte seconda
- Il figlio dell'uomo, scritto a Torino nel 1946, pubblicato sull'Unità.

Saggio in cui dà voce alla generazione uscita dall'esperienza dell'oppressione fascista e della guerra. «È inutile credere che possiamo guarire di vent'anni come quelli che abbiamo passato. Chi di noi è stato un perseguitato non ritroverà mai più la pace. [...] Una volta sofferta, l'esperienza del male non si dimentica più».
- Il mio mestiere, scritto a Torino nell'autunno del 1949, pubblicato sul Ponte.

«Il mio mestiere è quello di scrivere e io lo so bene e da molto tempo. Spero di non essere fraintesa: sul valore di quel che posso scrivere non so nulla. So che scrivere è il mio mestiere. Quando mi metto a scrivere, mi sento straordinariamente a mio agio».
- Silenzio, scritto a Torino nel 1951, pubblicato su Cultura e realtà.

Saggio sul tema dell'incomunicabilità e della solitudine. «Il silenzio dev'essere contemplato, e giudicato, in sede morale. Perché il silenzio, come l'accidia e come la lussuria, è un peccato. Il fatto che sia un peccato comune a tutti i nostri simili nella nostra epoca, che sia il frutto amaro della nostra epoca malsana, non ci esime dal dovere di riconoscerne la natura, di chiamarlo col suo vero nome.».
- I rapporti umani, scritto a Roma nella primavera del 1953, pubblicato su Terza generazione.

Storia della propria esperienza col prossimo (i familiari, gli amici, ecc.) con la conclusione: «I rapporti umani si devono riscoprire e reinventare ogni giorno. Ci dobbiamo sempre ricordare che ogni specie d'incontro col prossimo, è un'azione umana e dunque è sempre male o bene, verità o menzogna, carità o peccato. [...] sapendo come si svolge la lunga catena dei rapporti umani, la sua lunga parabola necessaria, tutta la lunga strada che ci tocca percorrere per arrivare ad avere un poco di misericordia»..
- Le piccole virtù, scritto a Londra nella primavera del 1960, e pubblicato su Nuovi Argomenti.

Il racconto eponimo è costituito da considerazioni sulle virtù che influenzano l'educazione dei figli. Sebbene il titolo faccia pensare a una predilezione dell'autrice per le "piccole virtù", la conclusione sorprendente è la predilezione per le grandi virtù: «Per quanto riguarda l'educazione dei figli, penso che si debbano insegnar loro non le piccole virtù, ma le grandi. Non il risparmio, ma la generosità e l'indifferenza al denaro; non la prudenza, ma il coraggio e lo sprezzo del pericolo; non l'astuzia, ma la schiettezza e l'amore alla verità; non la diplomazia, ma l'amore al prossimo e l'abnegazione; non il desiderio del successo, ma il desiderio di essere e di sapere. Di solito invece facciamo il contrario: ci affrettiamo a insegnare il rispetto per le piccole virtù, fondando su di esse tutto il nostro sistema educativo». Nella prefazione all'edizione del 2012 Adriano Sofri spiega la stranezza del titolo con l'osservazione che «Le piccole virtù è un gran titolo, Le grandi virtù no».

## Edizioni
- Natalia Ginzburg, Le piccole virtù, Collezione Saggi 315, Torino: Einaudi, 1962, 134 p.
- Natalia Ginzburg, Le piccole virtù, Collezione I coralli 223, Torino: Einaudi, 1966, 139 p.
- Natalia Ginzburg, Le piccole virtù, Collezione Nuovi coralli 21, Torino: Einaudi, stampa 1972, 139 p.; ISBN 88-06-03302-6, ISBN 88-06-33027-6
- Natalia Ginzburg, Le piccole virtù, Collezione Letture per la scuola media 68, Torino: Einaudi, 1984, IX,129 p.; ISBN 88-06-05697-2
- Natalia Ginzburg, The little virtues; translated from the Italian by Dick Davis, Manchester: Carcanet, 1986, 110 p.; ISBN 08-56-35553-4
- Natalia Ginzburg, The little virtues; translated from the Italian by Dick Davis, New York: Arcade publishing, 1989, 110 p.; ISBN 15-59-70028-9
- Natalia Ginzburg, Lessico famigliare; Le piccole virtù, Milano: CDE, stampa 1992, 286 p.
- Natalia Ginzburg, De små dyder; oversatt fra italiensk av Agnete Vossgård, Oslo: Gyldendal Norsk forlag, 1992, 124 p.; ISBN 82-05-20507-8
- Domenico Scarpa (a cura di), Natalia Ginzburg, Le piccole virtù, Collezione Einaudi tascabili 578, 2005, XLIX+145 p.; ISBN 88-06-15040-5, ISBN 88-06-17867-9,ISBN 978-88-06-17867-3 (IX ed. 2007)
- Natalia Ginzburg, Le piccole virtù; lettura di Giovanna Mezzogiorno; 1 compact disc, Roma: Emons Italia, 2008
- Domenico Scarpa (a cura di), Natalia Ginzburg, Le piccole virtù; prefazione di Adriano Sofri, Collezione ET 1732, Torino: Einaudi, 2012, XLV+151 p.; ISBN 978-88-06-20541-6; ISBN 978-88-06-22573-5 (ed. 2015)